# Sayat-Nová (Ararat)
Sayat-Nová es una localidad armenia que pertenece a la provincia de Ararat. Tiene una población permanente de 1886 personas según el censo de 2011. Antaño habitada por una mayoría de azeríes, a finales del siglo xx se asentaron refugiados armenios procedentes de Azerbaiyán.